# قاعة الشعب الكبرى
قاعة الشعب الكبرى (بالصينية: 人民大会堂) مبنى حكومي يقع إلى الغرب من ساحة تيان آن من في العاصمة الصينية بكين. يستخدم المبنى في النشاطات التشريعية والاحتفالية التي تقوم بها حكومة جمهورية الصين الشعبية والحزب الشيوعى الحاكم، وهي المكان المخصص لعقد جلسات برلمان مجلس الشعب الصيني، الذي يعقد في شهر مارس من كل عام، ومكان انعقاد المؤتمر الاستشارى السياسى للشعب الصينى الذي يعقد مرة كل خمسة سنوات، ويستخدم المبنى في العديد من المناسبات الخاصة، بما في ذلك الاجتماعات على المستوى الوطني لمختلف المنظمات الاجتماعية والسياسية، والاحتفالات بالمناسبات الوطنية، وتعتبر قاعة الشعب منطقة جذب سياحي في بكين يزورها السياح القادمين إلى العاصمة.
افتتحت القاعة في سبتمبر 1959، واستغرق بناء هيكلها 10 أشهر ساهم فيها عمال بناء ومتطوعين، تقع القاعة على أرض مساحتها 171,801 م2 طول المبنى 356 متر وعرضه 206,5 متر، وارتفاع اعلى قمة للقاعة 46.5 متر، تتكون القاعة من ثلاث أقسام رئيسية تضم عدداً من القاعات من بينها القاعة الكبرى والقاعة الرئيسية وقاعة المؤتمرات، القاعة المركزية والقاعة الذهبية، وغيرها، تبلغ مساحة القاعة الكبرى 90 الف متر مربع.

## التاريخ
افتُتحت قاعة الشعب الكبرى في سبتمبر 1959 كواحدة من «المباني العشرة الكبرى» التي اكتملت للاحتفال بالذكرى السنوية العاشرة لجمهورية الصين الشعبية. تم اتخاذ قرار بناء القاعة من قبل المكتب السياسي في أغسطس 1958. اعتقد Zhou Enlai أن التصميم النهائي يجب أن يعطي رسالة مفادها أن «الناس هم سادة البلاد». بعد تقديم مقترحات التصميم، اختارت مجموعة من المهندسين المعماريين من جميع أنحاء البلاد التصميم الفائز بواسطة Zhao Dongri وShen Qi. تم تعيين Zhang Bo كمهندس رئيسي. استغرق البناء 10 أشهر، و7785 عاملاً وتم تصميمه باستراتيجيات شبيهة بالجيش تحاكي القفزة العظيمة للأمام.

## وصف القاعة

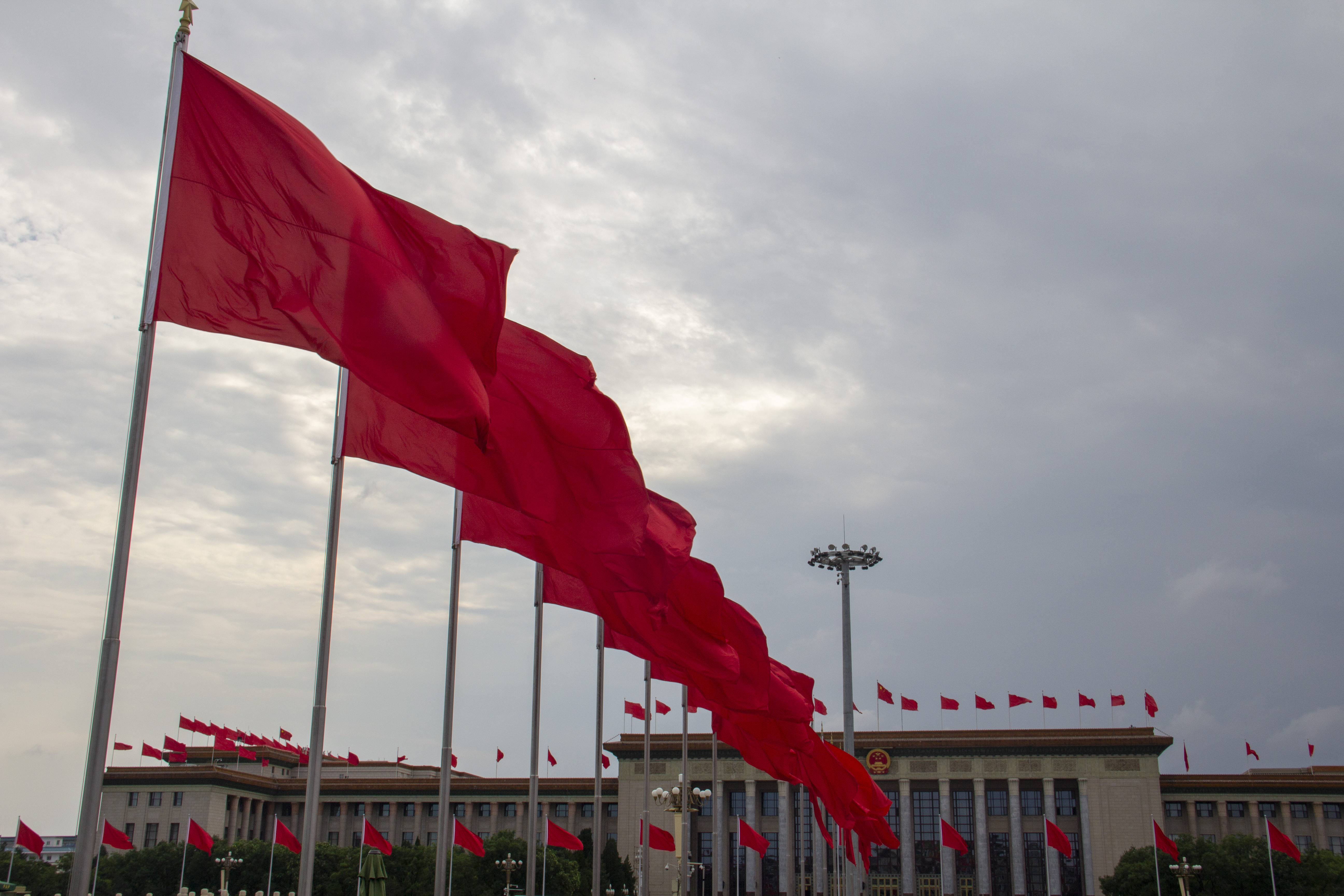
أعلام حمراء أمام قاعة الشعب الكبرى.

صُممت القاعة الكبرى لترمز إلى الوحدة الوطنية والمساواة العرقية للأمة، وتجسد الطابع الصيني الجديد للوقت في ميزاتها ونسبتها وتفاصيلها. يغطي المبنى 171801 مترًا مربعًا (1849239 قدمًا مربعًا) من المساحة الأرضية، ويبلغ طوله 356 مترًا وعرضه 206.5 مترًا. أعلى نقطة بالمركز تصل إلى 46.5 متراً. على أفاريز البوابة الرئيسية يعلق الشعار الوطني لجمهورية الصين الشعبية.
تتكون قاعة الشعب الكبرى من ثلاثة أقسام.
يشمل القسم المركزي بشكل أساسي القاعة الكبرى والقاعة الرئيسية وقاعة المؤتمرات (تجتمع اللجنة الدائمة لـ SCPCC في المؤتمر) والقاعة المركزية والقاعة الذهبية والقاعات الرئيسية الأخرى.
يتكون القسم الشمالي من قاعة الولائم الرسمية وقاعة Salute State Guest Hall والقاعة الشمالية والقاعة الشرقية والقاعة الغربية والقاعات الكبيرة الأخرى.
الجزء الجنوبي هو مبنى المكاتب للجنة الدائمة لمجلس نواب الشعب الصيني.
من بينها، تغطي القاعة المركزية مساحة 3600 متر مربع. الجدران والأرضية الداعمة مرصوفة بالرخام الملون. يوجد 20 عمودًا من الرخام الأبيض حولها. يوجد ممر بعرض 12 مترًا في الطابق الأوسط. هناك 6 مداخل رئيسية تؤدي إلى قاعة العشرة آلاف الكبرى.
لكل مقاطعة ومنطقة إدارية خاصة ومنطقة ذاتية الحكم في الصين قاعة خاصة بها في القاعة الكبرى، مثل قاعة بكين وقاعة هونج كونج وقاعة هاينان. تتميز كل قاعة بالخصائص الفريدة للمحافظة وهي مؤثثة على الطراز المحلي.
عند اكتمالها، أصبحت القاعة الكبرى أكبر قاعة احتفالات في الصين والتي كانت في السابق قاعة صن يات صن. القاعة الكبرى، بحجم 90.000 متر مكعب، وتتسع لـ 3693 في القاعة السفلية، و3515 في الشرفة، و2518 في الرواق، و300 إلى 500 في المنصة. يلقي قادة الحكومة خطاباتهم؛ ويقوم الممثلون بالكثير من أعمالهم. يمكنها أن تستوعب 10000 ممثل في نفس الوقت. السقف مزين بمجرة من الأضواء بنجمة حمراء كبيرة في منتصف السقف، ويمثل نمط موجات المياه القريبة الناس. مرافقه مجهزة بأنظمة سمعية وبصرية وأنظمة أخرى قابلة للتكيف مع مجموعة متنوعة من أنواع وأحجام الاجتماعات. كما يتم توفير نظام ترجمة فورية مع مقصورة لغوية.
يمكن لقاعة الولائم الحكومية التي تبلغ مساحتها 7000 متر مربع أن تستقبل 7000 ضيف، ويمكن لما يصل إلى 5000 شخص تناول العشاء في وقت واحد (كما حدث بمناسبة زيارة ريتشارد نيكسون للصين عام 1972). يمكن عقد التجمعات الصغيرة في القاعة الرئيسية، مع استخدام المجموعات الأكبر لقاعة واحدة أو أكثر من قاعات المؤتمرات، مثل Golden Hall وNorth Hall، وأصغر التجمعات يتم استيعابها في واحدة أو أكثر من أكثر من 30 قاعة مؤتمرات موجودة سميت على اسم المقاطعات والمناطق في الصين.